# لو فریگنو
لویس جود «لو» فریگنو (زاده ۹ نوامبر ۱۹۵۱) یک بازیگر، مربی/مشاور بدن‌سازی، بدن‌سازی حرفه‌ای بازنشسته آمریکایی است. فریگنو برنده یک عنوان آی اف بی بی آقای آمریکا و دو عنوان آی اف بی بی آقای جهان است که در مستند بدن‌سازی تپش آهن ظاهر شد. به عنوان یک بازیگر، او بیشتر برای بازی در نقش هالک برای سریال هالک شگفت‌انگیز شبکه تلویزیونی سی‌بی‌اس و صداگذاری و شبیه‌سازی این شخصیت در کارتون‌ها و فیلم‌هایی چون هالک (۲۰۰۳)، هالک شگفت‌انگیز (۲۰۰۸) و انتقام‌جویان (۲۰۱۲) معروف است. او همچنین در فیلم‌هایی چون هرکولس (۱۹۸۳)، ماجراهای هرکول (۱۹۸۵)، سنباد و هفت دریا (۱۹۸۹)، دوست دارم، مرد (۲۰۰۹) و یک سیتکام به نام پادشاه ملکه‌ها در نقش خودش ظاهر شده‌است.

## مشغولیت‌ها
دونالد ترامپ ریاست جمهوری آمریکا، فریگنو را در می سال ۲۰۱۸ به عضویت شورای رئیس‌جمهور برای آمادگی جسمانی، ورزش و تغذیه منصوب کرد. وی پیش از آن در سال ۲۰۱۳ عهده‌دار معاونت ویژه کلانتری شهرستان دلاویر، اوهایو شده بود.

تصویر گرفته شده از فیلم هالک شگفت‌انگیز (سال‌های ۸۲–۱۹۷۷ و ۹۰–۱۹۸۸)